# میگل ریمبا
میگل ریمبا (اسپانیایی: Miguel Rimba‎؛ زادهٔ ۱ نوامبر ۱۹۶۷) بازیکن فوتبال اهل بولیوی بود.
از باشگاه‌هایی که در آن بازی کرده‌است می‌توان به باشگاه فوتبال بولیوار اشاره کرد.
وی همچنین در تیم ملی فوتبال بولیوی بازی کرده‌است.